# Haiove, Kiverți
Haiove (în ucraineană Гайове) este un sat în comuna Ozero din raionul Kiverți, regiunea Volînia, Ucraina.

## Demografie
Componența lingvistică a localității Haiove
     Ucraineană (99,38%)
     Alte limbi (0,41%)
Conform recensământului din 2001, majoritatea populației localității Haiove era vorbitoare de ucraineană (99,38%), existând în minoritate și vorbitori de alte limbi.